# Het Laatste Nieuws
Het Laatste Nieuws ist eine belgische Tageszeitung, die auf Niederländisch erscheint und heute zur DPG-Media-Gruppe gehört.

## Geschichte
Het Laatste Nieuws wurde am 7. Juni 1888 von dem liberalen Politiker Julius Hoste (1848–1933) als flämisch-liberale Tageszeitung in Brüssel gegründet. Die Zeitung war zunächst ein Sprachrohr des radikalen Antiklerikalismus. Sein Sohn Julius Hoste jr. (1884–1954) setzte sein Werk fort und schaffte es, durch einen gemäßigteren Stil, mit mehr regionalen Nachrichten und einen erweiterten Sportteil ein breiteres flämisches Publikum zu erreichen. Von 1951 bis 1967 gab die Zeitung als Beilage die Comic-Wochenzeitung Pum-Pum heraus.
Während des Zweiten Weltkriegs unterlag das Magazin der deutschen Zensur, während Hoste gezwungen war in England zu bleiben. Nach dem Tod von Julius Hoste jr. im Jahr 1954 wurde das Unternehmen in eine Aktiengesellschaft („Uitgeverij J. Hoste NV“) umgewandelt. An ihre Spitze trat Frans Vinck, der Schwiegersohn von Hoste jr. und Albert Maertens.
Am 3. Mai 1955 wurde eine Stiftung ins Leben gerufen, die sicherstellen sollte, dass im Falle eines Verkaufs die flämisch-liberale und humanistische Philosophie der Zeitung erhalten bleiben würde. Der erste Vorsitzende der Stiftung war Professor Hans Van Werveke. Im November 1957 wurde De Nieuwe Gazet übernommen. Ab 1963 wurde diese Antwerpener Tageszeitung im Wesentlichen zu einer Regionalausgabe von Het Laatste Nieuws. Es bestand eine enge redaktionelle Zusammenarbeit zwischen den beiden Zeitungen, wobei De Nieuwe Gazet die regionalen Nachrichten aus Antwerpen lieferte.
Das Verlagshaus weitete daraufhin seine Aktivitäten aus und Maertens und Vinck suchten nach Investoren. Die Wahl fiel auf die Antwerpener Bankiersfamilie Van Thillo, die 1987 die Mehrheit der Verlagsanteile und drei Jahre später alle Anteile erwarb. 1993 wurde der Verlag in das Medienunternehmen De Persgroep (die heutige DPG Media) umgewandelt. Bis 1984 befanden sich die Redaktions-, Verwaltungs- und Druckräume von Het Laatste Nieuws in der Brüsseler Émile Jacqmainlaan. Im Jahr 1984 wurde die Druckerei in ein neues Gebäude in Kobbegem, einige Kilometer von Brüssel entfernt, verlegt. Im Jahr 1991 zog auch die Redaktion dorthin um. Im Jahr 2019 wurde dieses Gebäude aufgegeben und die Redaktion wurde in Antwerpen angesiedelt, wo sie mit anderen Redaktionen von DPG Media zusammengelegt wurde. Seit 1995 entwickelte sich Het Laatste Nieuws von einer stark sensationsberichtenden Zeitung (mit liberaler Ausrichtung) zu einer sensationsberichtenden, populistischen Zeitung mit besonderem Augenmerk auf „die Menschen in und hinter den Nachrichten“. Die Zeitung enthält sowohl regionale, nationale als auch in begrenztem Umfang internationale Nachrichten. Het Laatste Nieuws erscheint täglich mit einundzwanzig verschiedenen Regionalausgaben, die jeweils den gleichen Teil nationale, und in begrenztem Umfang auch internationale, Nachrichten enthalten, wobei jede Ausgabe auch eine eigene Anzahl von Seiten mit Nachrichten aus den verschiedenen flämischen Regionen hat. Die Zeitung verfügt auch über einen umfangreichen Sportteil.
Ab dem 29. März 2022 änderte die Zeitung ihr Berliner Format in ein Tabloid und wurde nicht mehr in Lokeren, sondern in Eindhoven gedruckt.

## Auflage
Seit 2007 und bis 2011 waren die Verkäufe im Aufwärtstrend, stabilisierten sich bis 2013 und sanken in den beiden folgenden Jahren um etwa vier Prozent. Im Jahr 2023 lag die Auflage bei 187.277 gedruckten Exemplaren, welche hauptsächlich Abonnenten zukam; der Straßenverkauf belief sich auf 18.411 Exemplare. Der Flämische Journalistenverband VVJ berichtete im September 2019, dass flämische Zeitungen 4.045.5004 Leser erreichen. Das Zentrum für Information über Medien (CIM) befragte 2019 10.000 Belgier. Het Laatste Nieuws war und ist sowohl in Flandern als auch in ganz Belgien absoluter Marktführer bei den Tageszeitungen. Es folgen Het Nieuwsblad, De Standaard, die Gazet van Antwerpen, Het Belang van Limburg, De Morgen, Metro und De Tijd.